# Joy of use
Joy of Use (Diversão pelo Uso, em português) se manifesta ao usuário através de uma experiência de interação e possibilidades prazerosa, divertida, encantadora e positiva durante o uso de determinada função. O que causa essa experiência é um design agradável e harmonioso, inspirado na individualidade do usuário. A conseqüência dessa experiência é um excelente funcionamento, sem dificuldades ou obstáculos.

## Histórico
A indústria utiliza padrões estabelecidos para que os produtos fabricados por diferentes empresas possuam os mesmos termos e formatos, facilitando seu uso por todos. Tais padrões são regulados por organizações como a International Organization for Standardization (ISO).
Essa padronização se tornou muito intensa nos anos 80, quando o uso de computadores pessoais e de tecnologias digitais passou a ser altamente difundido. Com ela o mercado se tornou ainda mais aquecido e adquirir – e usar – tecnologias novas como PCs, videogames, videocassetes, CDs players se tornou muito mais fácil.
Por outro lado, a padronização – junto com o uso cada vez mais intenso de peças de um mesmo fornecedor – tornou os produtos cada vez mais similares, tanto na forma de usar quanto em qualidade. Por isso as indústrias passaram a investir em outras áreas para se diferenciar seus produtos, como o design e suas características.
No design, faziam-se tanto referências a outros produtos (como a TV em forma de capacete da Philips) como se criavam novas tendências, como os premiados iMac, da Apple Inc..
Nas características, inovava-se ao fundir funcionalidades de dois produtos em um só – no começo dos anos 90 surgiram diversos produtos multifuncionais, como a TV-videocassete. Num segundo momento, as inovações passaram a simplificar o uso dos produtos, reduzindo número de teclas, funções e cabos. O iMac da Apple também é um bom exemplo disso, com sua CPU – Monitor e ligações em cascata, mouse que se liga ao teclado, que se liga ao monitor.
Um produto como o iMac (e como outros exemplos demonstrados abaixo) desperta o desejo de tê-lo e de usá-lo não só pela sua utilidade em si, mas também por sua beleza (como uma peça de arte), pela diversão e pelo prazer que seu uso desperta no usuário (como uma peça de entretenimento). Essa característica convencionou-se chamar de Joy of Use.

### Exemplos
- Pedais de efeito para guitarra

Danelectro, com design inspirado em carros dos anos 50.
- Telefones Celulares

iPhone: além de realizar diferentes tarefas, seu design inovador interage com diferentes movimentos dos dedos sobre sua tela touchscreen.
- Nintendo Wii

O videogame da Nintendo se focou na jogabilidade e no fator “diversão” dos jogos, ao invés de dar prioridade à qualidade dos gráficos.

## Outras aplicações
O termo joy of use é comumente mais associado ao design, porém seu conceito claramente também se desenvolveu e existe em outras aplicações, como a arquitetura, comunicação, serviços em geral, entre outras.
Nos últimos anos é visível a preocupação com uma experiência completa de joy of use nas mais diversas indústrias. Casas se tornaram mais práticas, cinemas se tornaram mais confortáveis, bancos tornaram o atendimento mais prático, manuais de instruções se tornaram mais simples de se entender e mais agradáveis de se ler.

## Histórico
Com a disseminação do uso de computadores e de mídias digitais nos anos 80, pode-se dizer que o conceito joy of use começou a “engatinhar” na comunicação: jornais passaram a ter fotos coloridas, revistas passaram a trazer CDs com conteúdo em áudio. Programas de TV passaram a contar com interação do público.
Nos anos 90, com a popularização da internet e de mídias móveis, a comunicação se revolucionou por completo. Os CD-ROMs já antecipavam a característica multimídia que a internet teria como meio de comunicação.
Com a popularização da rede, todos os tipos de mídia passaram a ter a internet como mídia associada: jornais e revistas, emissoras de TV e rádio, operadoras de telefonia e serviços governamentais, entre outros, geralmente têm um site na internet associado.

## Padronização
Na busca pelo joy of use, a diferença entre a comunicação e o design de produtos é que não havia – e ainda há poucos – padrões instaurados para a comunicação via web. Buscava-se a princípio equilibrar as quantidades e as formas ideais de apresentar entretenimento, informação e referências através de áudio, vídeo, textos, imagens e interatividade.
Hoje em dia, conceitos como:
- tamanho da peça ajustável à resolução do monitor, ou adequado à configuração mais utilizada.
- uso de linguagem dinâmica;
- divisão da informação em níveis de detalhamento;
- uso de uma navegação intuitiva;
- entre outros;

São aceitos como “padrões” para a comunicação da web, embora não exista nenhum tipo de instituição regulando ou incentivando o uso de tais conceitos.
Em contrapartida, nesse aspecto a comunicação digital se assemelha ao uso de softwares, pela sua interatividade e pelo uso dos mesmos suportes, como computadores, telefones, handhelds, etc.

## Conceito de joy of use na comunicação digital
Assim como nos softwares, a comunicação com joy of use deve ser criada a partir do ponto de vista do usuário, atendendo aos seus interesses e objetivos.
A peça de comunicação deve também procurar o pleno entendimento por parte do receptor da mensagem – que deve ter seu perfil estudado para que tal objetivo possa ser atingido.
Atendendo a esses dois preceitos, a mensagem deve então ser transmitida em um formato prazeroso para o usuário, que contenha entretenimento, diversão e surpresa sem que, no entanto, tais características se sobreponham à mensagem em si.
O desafio é despertar no receptor um interesse natural pela peça e uma busca voluntária por suas mensagens, devido à experiência positiva gerada.
O joy of use na internet tem ganhado destaque devido a web 2.0 que multiplicou o número de suportes de comunicação disponíveis, como blogs, redes sociais, sites colaborativos, entre outros.
Se por um lado esses novos formatos aumentam exponencialmente a quantidade de informação circulando na web, por outro eles permitem novas formas de transmissão de mensagens facilitando a forma de se surpreender o receptor e prender sua atenção.

## Como criar algo com joy of use
Ainda há muito a se fazer para descobrir metodologias de como se criar peças de comunicação atraentes em meios digitais. No entanto, a experiência até agora indica que o uso de gráficos de alta qualidade é a base para uma experiência sedutora, mas não o suficiente.
Em peças onde há grande interação, por exemplo, efeitos sonoros podem intensificar a experiência causada pelos gráficos. Animações com loop infinito são menos sedutoras do que aquelas que ficam se movendo rapidamente, de maneira provocante. Ainda assim, manter as funcionalidades e usabilidades tradicionais é importante porque é frustrante para o usuário tentar interagir com a peça e não conseguir.
A aparência e conteúdo de um website, por exemplo, devem encorajar o usuário e dar a ele o conhecimento suficiente para explorar o website mais profundamente. Essa característica de facilidade de uso deve ser alcançada primeiro, para que depois se desenvolva em um posterior joy of use.
A linguagem é outro fator determinante. A escolha de palavras simples, cujo significado é facilmente percebido facilita o entendimento. Tais palavras podem muito bem desencadear a emoção desejada, em diferentes graus de intensidade.
O grande prazer de uma experiência de usabilidade vem do poder que o usuário tem de dominar o site. É muito prazeroso usar um site que funcione, onde tudo simplesmente aparece para o usuário. Em contraste, um site onde as coisas não funcionam como o usuário imagina parece forçado, desagradável e até hostil, ainda que o designer tenha honestamente procurado provocar emoções positivas. Quando se fala em “look & feel” (aparência e percepção) “feel” deve vir em primeiro lugar sempre.
Não se deve também confiar em interpretações simples e literais de depoimentos de usuários. Em testes, é comum usuários dizerem que não querem conteúdo divertido ou com entretenimento. Querem apenas as respostas da forma mais direta possível. No entanto, ao observar o comportamento desses mesmos usuários, é possível vê-los sorrindo ou exibindo outras emoções positivas ao ver conteúdo escrito de forma inteligente ou descrições bem-humoradas.
É recomendável também:
- Que haja designers na equipe de produção.
- Que se pesquise produtos que se relacionem como o assunto, como games.
- Que se saiba o que está se passando com a comunidade.
- Que os desenvolvedores se divirtam enquanto estão desenvolvendo a peça.